# 836

## Nașteri
- dată necunoscută: Thabit ibn Qurra  (d. 901)
- dată necunoscută: Constantin I al Scoției  (d. 877)